# 大野更紗
大野 更紗（おおの さらさ、1984年 - ）は日本の作家、研究者（社会学）。本名及び研究者としての名義は渡部沙織（わたなべ  さおり）。
博士（社会学）。研究者としての専門領域は医療社会学、歴史社会学、難病医療政策史、難治性疾患の医療政策。戦後の難病医療政策のメカニズムの解明が主要な研究テーマ。近年は、希少性・難治性ELSI、患者の研究参画、ジェネティック・シティズンシップ（遺伝学的市民権）論や患者の社会経済的な負担に関する実証的な研究等にも取り組んでいる。

## 経歴
1984年、福島県生まれ。福島県立安積女子高等学校卒業後、上智大学外国語学部フランス語学科に進学、卒業。大学在学中にビルマ（ミャンマー）の難民への援助に関心を抱いてNGO活動に参加したことを機に、上智大学大学院グローバル・スタディーズ研究科地域研究専攻博士前期課程に進学。Refugee Studies の調査研究等を行った。
作家としての活動は、2008年に自己免疫疾患の一種である皮膚筋炎および筋膜炎脂肪織炎症候群を発症した事が契機。1年間の検査と9か月間の入院治療を経験する。2011年6月に闘病の経験を綴った『困ってるひと』を出版。本作は第10回新潮ドキュメント賞候補作に挙がり、単行本と文庫本の累計で20万部のベストセラーとなった。2012年、第5回（池田晶子記念）わたくし、つまりNobody賞受賞。
母方の生家は福島県双葉郡浪江町で、旧避難指示区域内。2011年3月11日の東日本大震災の際には、原発震災の影響で多くの親族が避難生活を余儀なくされた。
2013年、明治学院大学大学院社会学研究科博士前期課程に入学、2015年修了、修士（社会学）。2015年より明治学院大学大学院社会学研究科博士後期課程、2018年修了、博士（社会学）。日本学術振興会特別研究員(DC1)。2018年、第8回日本学術振興会育志賞受賞。
2018年4月より、東京大学先端科学技術研究センター人間支援工学分野にて、日本学術振興会特別研究員(PD)。2021年4月より、東京大学医科学研究所公共政策研究分野 特任研究員。現在は作家名義での活動は稀になり、研究者としての仕事に専念している。

## 受賞
- 第5回（池田晶子記念）わたくし、つまりNobody賞受賞[1]
- 第8回日本学術振興会育志賞受賞[4]

## 委員歴
- 2012年7月 - 2013年 内閣府障害者政策委員会差別禁止部会専門委員[1]

## 著作

### 単著
- 『困ってるひと』ポプラ社、2011年
- 『さらさらさん』ポプラ社、2013年
- 『シャバはつらいよ』ポプラ社、2014年

### 共著
- 『日本の難題をかたづけよう：経済、政治、教育、社会保障、エネルギー』荻上チキ+SYNODOS編、光文社、2012年
- 『増税は誰のためか？』神保哲生ほか、扶桑社、2012年
- 『死ぬ意味と生きる意味：難病の現場から見る終末医療と命のあり方』浅見昇吾編、上智大学出版、2013年
- 『1984 フクシマに生まれて』開沼博、講談社文庫、2014年
- 『障害者運動のバトンをつなぐ――いま、あらためて地域で生きていくために』熊谷晋一郎ほか、生活書院、2016年

### 連載
- 生存ちゅう！（『母の友』福音館書店、2012年3月 - 2022年3月）イラスト・しりあがり寿[5][6]
- バリアフル！（『ソトコト』木楽舎、2012年4月 - 終了）イラスト・能町みね子[7]

## 主要論文
- researchmap 業績一覧